# Pseudagrion hamoni
Pseudagrion hamoni – gatunek ważki z rodziny łątkowatych (Coenagrionidae)). Występuje w Afryce, gdzie jest szeroko rozpowszechniony, oraz w zachodniej i południowo-zachodniej części Półwyspu Arabskiego.
W RPA imago lata od listopada do końca maja. Długość ciała 36–38 mm. Długość tylnego skrzydła 19,5–20 mm.